# Aline Sitoe Diatta (schip, 2007)

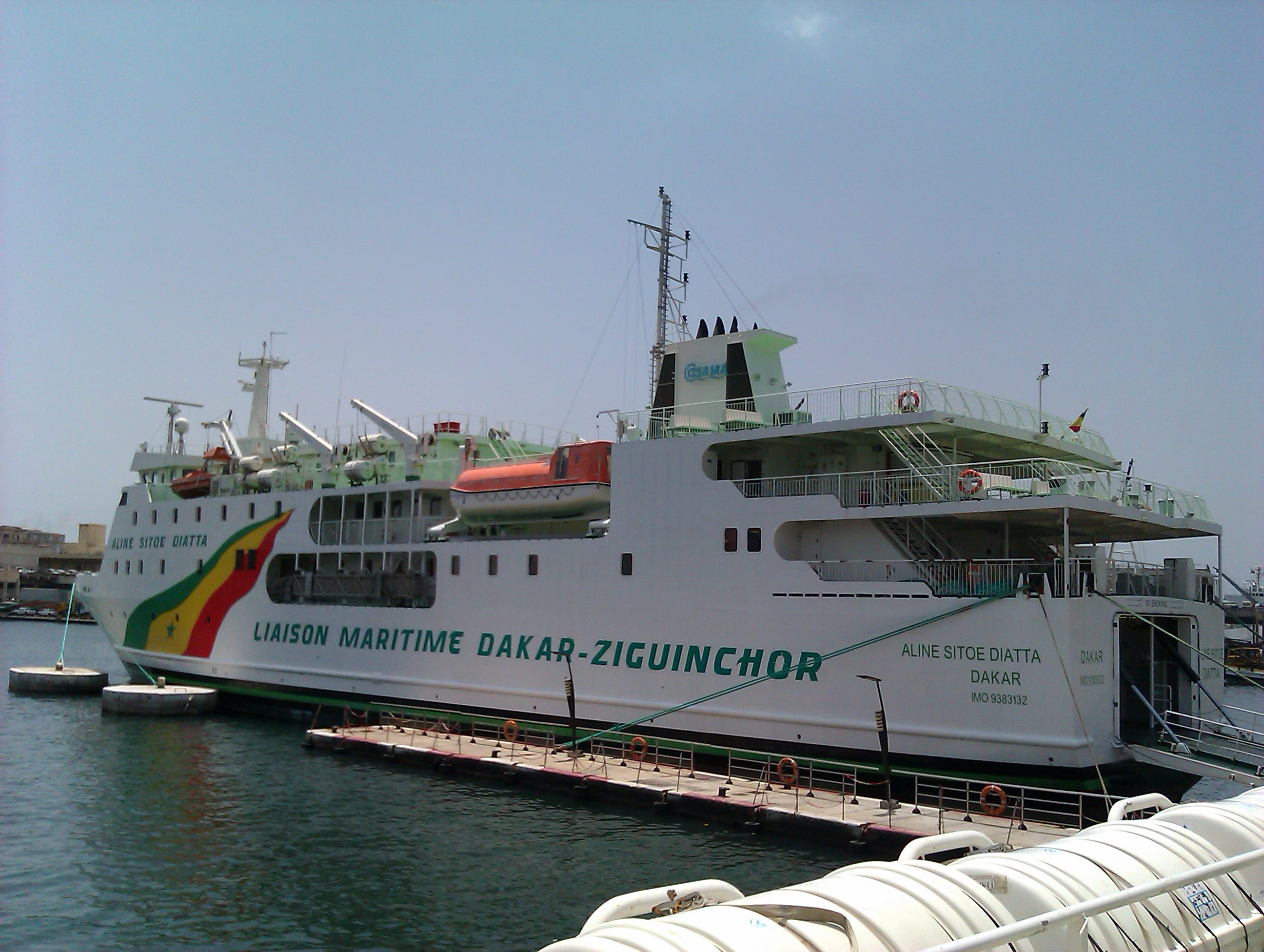
De Aline Sitoe Diatta

De veerboot Aline Sitoe Diatta (vernoemd naar de Senegalese vrijheidsstrijdster) verzorgt sinds maart 2008 de verbinding tussen Ziguinchor en Dakar over de Atlantische Oceaan en de rivier de Casamance. Het schip vaart voorbij de rivier Gambia en het land Gambia.
Er zijn twee afvaarten per week in beide richtingen. In- en ontschepen meegerekend bedraagt de reistijd zo'n 15 uur.
Er is meer aandacht voor de veiligheid na het tragische ongeluk met de Joola.

## Eerdere verbindingen
- Wilis (tijdelijke verbinding)
- Joola (verongelukt in 2002)
- Casamance Express (tot 1990)